# Christian P. Speer
Christian Paul Richard Speer (* 28. August 1952 in Kassel) ist ein deutscher Kinderarzt und Professor für Kinderheilkunde, Schwerpunkt Neonatologie, an der Julius-Maximilians-Universität Würzburg. Speer ist bekannt für seine wissenschaftlichen Beiträge zur Früh- und Neugeborenenmedizin.

## Leben
Speer studierte Medizin an der Georg-August-Universität Göttingen und wurde 1977 als Arzt approbiert und promoviert. Er begann 1978 seine Facharztausbildung an der Universitäts-Kinderklinik Göttingen und setzte seine wissenschaftliche Ausbildung von 1982 bis 1983 am National Jewish Hospital and Research Center, Denver/Colorado, fort. 1987 erhielt er eine Professur für Kinderheilkunde an der Universität Göttingen und wurde 1994 zum Professor und Direktor der Abteilung für Neonatologie an der Kinderklinik des Universitätsklinikums Tübingen berufen. 1999 folgte er einem Ruf als Ordinarius und Direktor der Universitäts-Kinderklinik Würzburg und arbeitete in dieser Funktion bis zu seiner Emeritierung im Jahr 2020. Aktuell ist Speer Senior-Professor der Medizinischen Fakultät Würzburg.

## Wissenschaftlicher Beitrag
Nach grundlegenden Arbeiten zur Immunabwehr Neugeborener und der Früherkennung von neonatalen systemischen Infektionen wurde Speer in den engsten Kreis der „European Collaborative Study Group on Surfactant Replacement“ um Bengt Robertson und Tore Curstedt sowie Henry L. Halliday, Belfast, aufgenommen. Seit dieser Zeit arbeitet er intensiv an der klinischen Optimierung der Surfactantbehandlung Frühgeborener mit Atemnotsyndrom. Diese Therapie reduzierte die Sterblichkeit Frühgeborener drastisch. Seiner Arbeitsgruppe gelang es 1993, eine komplexe Entzündungsreaktion in den Atemwegen und der Lunge Frühgeborener zu identifizieren, die in eine chronische Lungenerkrankung Frühgeborener, die bronchopulmonale Dysplasie (BPD) einmünden kann und eine lebensbedrohliche Beeinträchtigung der Lungenfunktion nach sich ziehen kann. Diese Erkenntnisse eröffneten den Weg für verschiedene antiinflammatorische Therapiestrategien. Neben experimentellen Arbeiten zur Ätiopathogenese der BPD standen die Rolle prä- und postnataler Infektionen Frühgeborener u. a. mit Cytomegalie-Viren und Ureaplasmen im Mittelpunkt von Speers wissenschaftlichen Arbeiten.
Eine Vielzahl weiterer Aktivitäten beschreiben Speers wissenschaftliches Engagement: Er ist „Joint Editor-in-Chief“ von "Neonatology" (früher: Biology of the Neonate), Mitherausgeber der „Zeitschrift für Geburtshilfe und Neonatologie“ und arbeitet in zahlreichen Herausgebergremien internationaler wissenschaftlicher Zeitschriften und wissenschaftlicher Fachgesellschaften bzw. Forschungskommissionen mit. So war er Sekretär der „Working Group on Neonatology“ der „European Society of Pediatric Research“ und Präsident der “European Association of Perinatal Medicine”. Er wurde 2021 zum „Co-Director“ der „Permanent School of Perinatal, Neonatal and Reproductive Medicine (PREIS School)“ in Florenz ernannt.
Speer ist Referent auf zahlreichen Kongressen und Symposien in Europa, Nord- und Südamerika, Asien, Australien, dem Mittleren Osten und Süd-Afrika. Darüber hinaus organisiert er seit 1996 regelmäßig das internationale Symposium „Recent Advances in Neonatal Medicine“. Im Frühjahr 2016 organisierte er zusammen mit Bo Sun, Shanghai, zum ersten Mal den internationalen Kongress „The Neonate – An International Symposium for Asia“ in Shanghai, China und 2018 die zweite Ausgabe.

## Auszeichnungen (Auswahl)
Speer erhielt eine Reihe internationaler Auszeichnungen:
- 1996: „Fellow of the Royal College of Physicians“, Edinburgh
- 2004: „Geoffrey Thorburn Visiting Professor“ der „Perinatal Society of Australia and New Zealand“
- 2006: „Chiesi Award for Excellence in Neonatology“, Prag
- 2013: „Honorary Member“ der „American Pediatric Society“
- 2013: Ehrenmitglied der „Russian Association of Perinatal Medicine“
- 2014: “Maternité Prize” der Europäischen Gesellschaft für Perinatalmedizin[21]

## Publikationen
Speer publizierte mehr als 340 wissenschaftliche Arbeiten in internationalen und nationalen Fachzeitschriften und ist Autor mehrerer Buchkapitel zu akuten und chronischen Lungenerkrankungen Früh- und Neugeborener. Weiterhin ist er Mitherausgeber des Lehrbuchs "Pädiatrie", das 2019 in der 5. Auflage im Springer-Verlag erschienen ist.